# Alcamo Marina
Alcamo Marina è una località balneare della Sicilia nord-occidentale facente parte del territorio comunale di Alcamo. È caratterizzata da una spiaggia di sabbia finissima e dorata

## Storia

### Origini

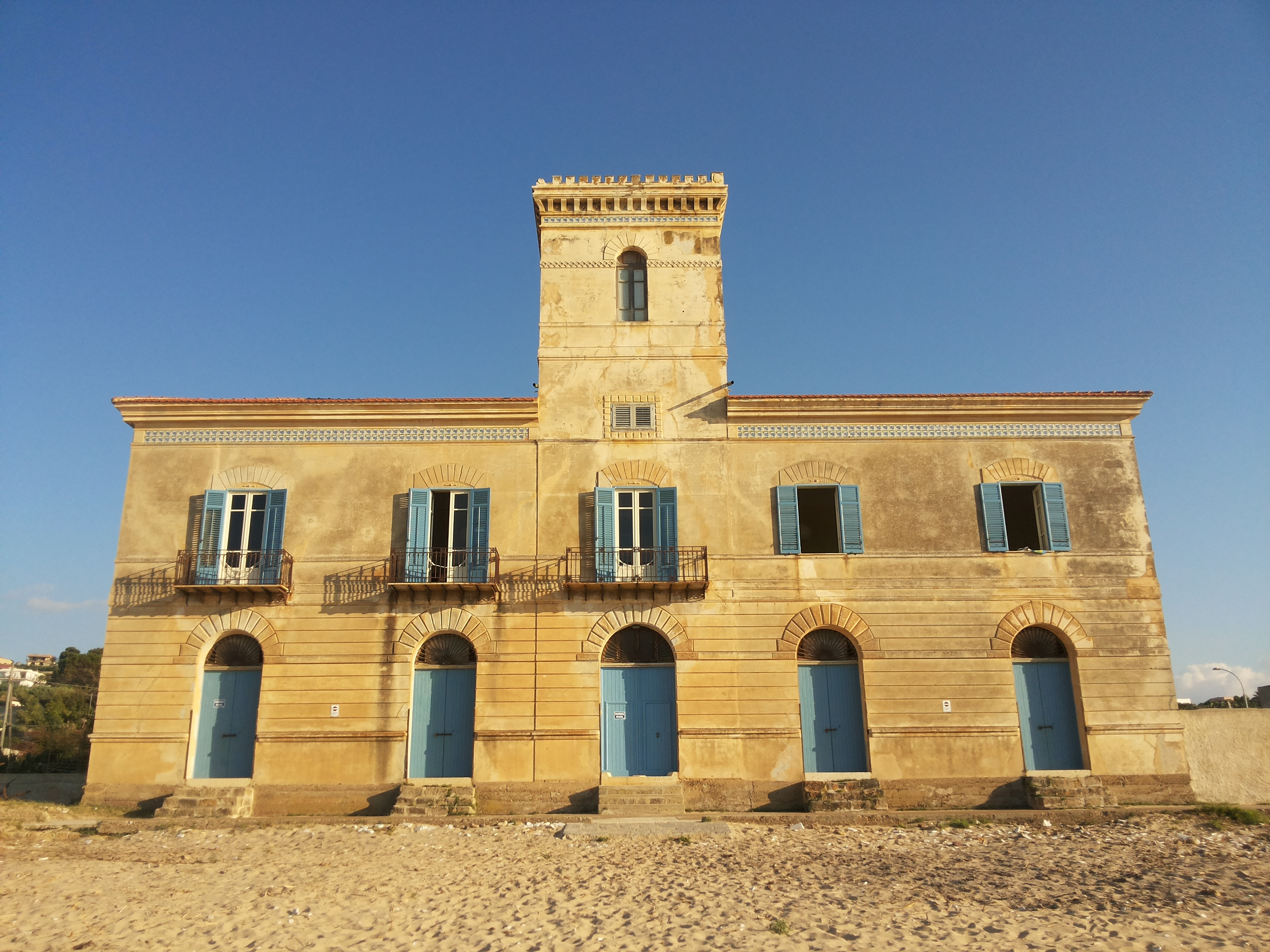
La tonnara Foderà di Magazinazzi ad Alcamo Marina, nei pressi dell'odierna stazione di Castellammare del Golfo.

La località di Alcamo Marina fu originariamente utilizzata come zona di pesca del tonno, che avveniva attraverso la tradizionale tecnica della "mattanza".

### La tonnara
A tale proposito, sul litorale in contrada Magazzinazzi è presente un'antica tonnara (risalente a prima del 1634), proprietà della famiglia Foderà di Palermo, alla quale appartengono anche altre tonnare nella zona del trapanese e in Libia, tra cui la tonnara di Scopello. La tonnara Foderà di Magazzinazzi, divisa in due piani, è provvista di una torre di avvistamento al centro della struttura, che anticamente serviva a controllare le altre tonnare vicine. Al suo interno si trovano ancora le barche e le reti usate un tempo dai pescatori.

### Il "sacco" di Alcamo Marina

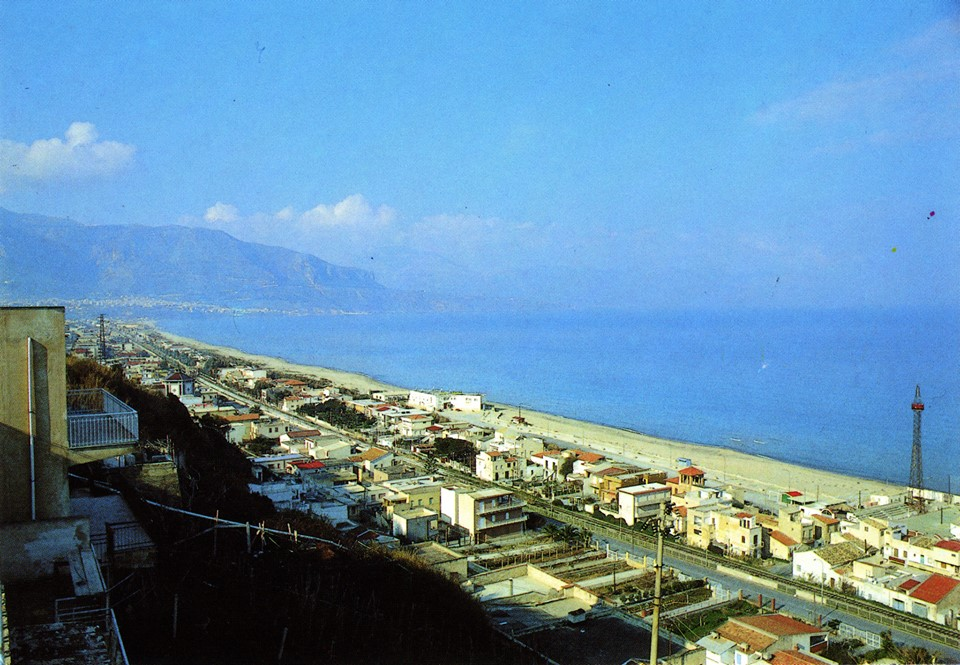
Vecchia foto di Alcamo Marina, prima che il fenomeno dell'abusivismo edilizio raggiungesse il suo culmine, restringendo il litorale sabbioso.

L'area di Alcamo Marina alla vista appare come un gigantesco "bosco di case" addossato alla lunga spiaggia limitrofa e alle fragili colline retrostanti di calcari e arenarie recenti.
Come il Sacco di Palermo, questa zona venne di fatto (fine anni cinquanta - inizio anni sessanta) sacrificata a una gigantesca speculazione edilizia e all'abusivismo (che raggiunse il 90%), con conseguenze che non tardarono ad arrivare: oltre infatti al danno arrecato per via del mancato sfruttamento della zona ai fini turistici, si aggiunsero il degrado ambientale generato dalla cospicua inurbazione e i danni strutturali che insorsero agli edifici esistenti, soprattutto in quelli costruiti nei pendii a forte rischio di dissesto idrogeologico, che denotano già segni di cedimenti strutturali diffusi costringendo i proprietari a costosi e frequenti interventi volti a mettere in sicurezza le costruzioni.
Parecchie critiche sono state mosse ai tempi alla scelta di lottizzare per scopo edilizio il waterfront, in virtù del fatto che fosse più corretto optare per un lungomare a servizio della zona balneare con un ristretto numero di abitazioni private a vantaggio di più redditizie, a breve e lungo termine, strutture alberghiere che avrebbero dato un ritorno economico e occupazionale enorme viste le caratteristiche del territorio circostante e la lunghezza della spiaggia stessa.
Inoltre a causa dell'assenza di un adeguato sistema fognario e dei numerosi scarichi abusivi, i reflui delle tantissime abitazioni vengono scaricati nel mare, che per tale motivo risulta uno dei più inquinati della zona del Golfo di Castellammare. Di conseguenza, non è raro che alcuni tratti della spiaggia vengano chiusi alla balneazione.

### La strage della casermetta dei carabinieri

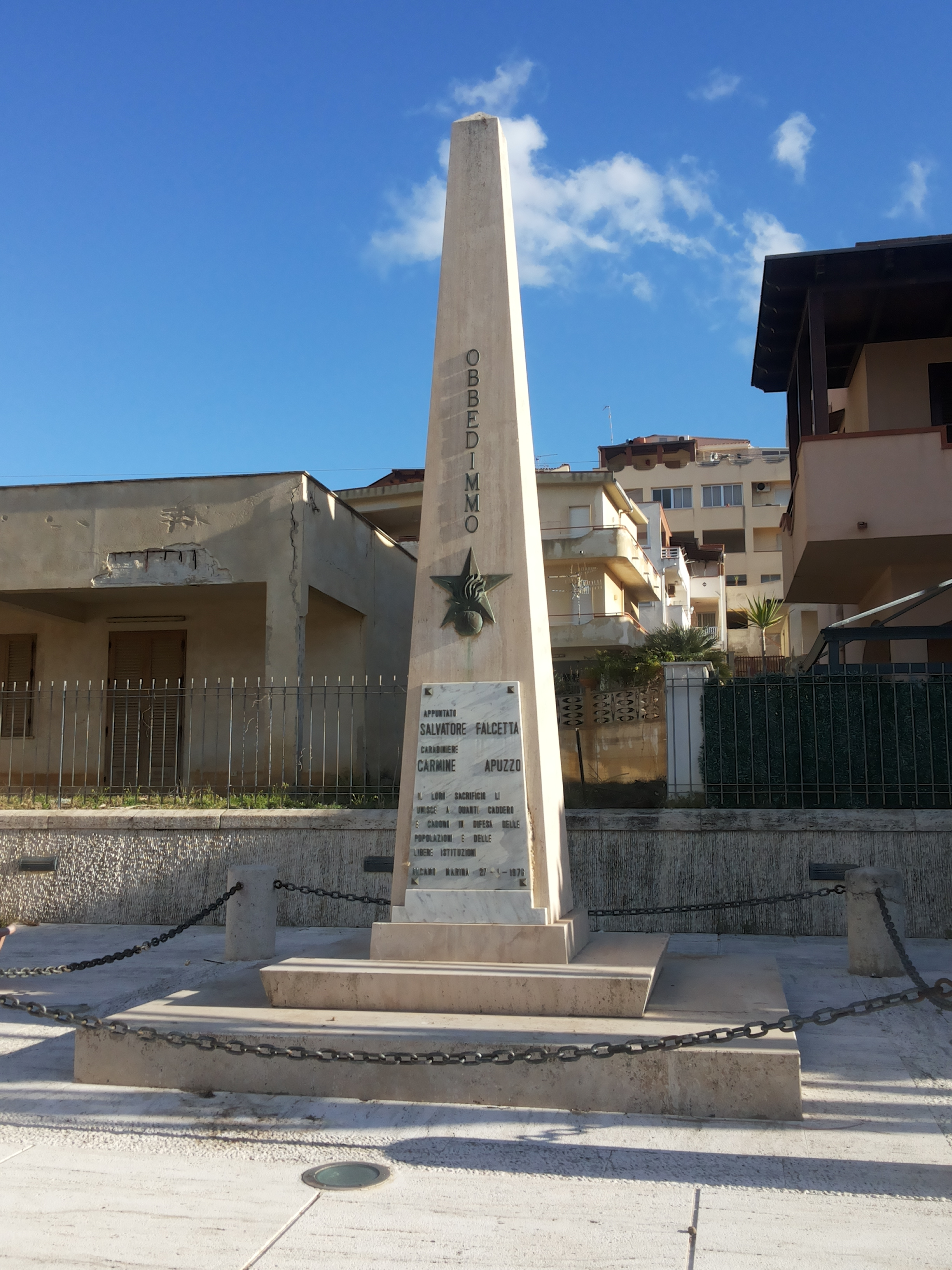
Monumento commemorativo in ricordo dei carabinieri Falcetta e Apuzzo presso Alcamo Marina (in Via del Mare).

Il 27 gennaio 1976 avvenne la cosiddetta "Strage di Alcamo Marina": due carabinieri, il diciannovenne Carmine Apuzzo e l'appuntato Salvatore Falcetta, furono uccisi mentre dormivano nella casermetta dell'Arma.
In ricordo delle vittime, venne innalzato in Via del Mare un monumento commemorativo, che viene visitato ogni anno, durante l'anniversario della strage, da un corteo al quale prendono parte le autorità civili e militari del comune di Alcamo e della provincia di Trapani. Nel 2016, su iniziativa dell'associazione Libera, il lungomare viene intitolato ai due militari vittime della strage. Ancora dopo più di quarant'anni non si conoscono i mandanti e gli esecutori della strage.

### Tentativi di rivalutazione ambientale
Per rispondere alle necessità di rivalutazione del territorio di Alcamo Marina, nel 2000 è stato fondato il "Comitato Alcamo Marina 2000", da cui è nata nel 2008 l'"Associazione Alcamo Marina".
Nel 2011 è stata inaugurata ad Alcamo Marina una lunga pedana in legno, costruita allo scopo di fornire un accesso al mare anche ai disabili Tale pedana è comunque andata distrutta a causa delle mareggiate invernali ed è stata motivo di dibattiti.
Le strade di Alcamo Marina sono state provviste di toponimi a partire da giugno 2014.

## Geografia fisica

### Territorio
Il territorio di Alcamo Marina è delimitato dal torrente Finocchio a est (vicino al territorio di Balestrate), il fiume San Bartolomeo a ovest (vicino al territorio di Castellammare del Golfo), il mare Tirreno a nord e dal resto del territorio di Alcamo a sud.
Andando da est verso ovest, si distinguono le seguenti "zone" in cui è suddiviso il territorio:
- "Contrada Calatubo" (il cui litorale è chiamato "zona Aleccia" dai residenti), al suo interno contiene il bosco "Le macchie" nei pressi della costa sabbiosa e i ruderi di un antico castello (chiamato appunto "castello di Calatubo"), posizionato nel territorio tra Alcamo e Balestrate;
- "Contrada Canalotto", al centro della quale si apre il cosiddetto "fosso Canalotto"; il vallone Molinella la separa dalla contrada Calatubo; la parte più a ovest è chiamata dai residenti "zona Battigia";
- "Contrada Plaia";
- "Contrada Magazinazzi", poco prima del fiume San Bartolomeo, che congiunge Alcamo Marina alla spiaggia di Castellammare del Golfo (in provincia di Trapani);
- "Contrada Foggia", a sud della contrada Magazinazzi.

Attraverso il suo territorio passano in direzione sud-nord il torrente Giovenco, il torrente Placati e il torrente Stellino.

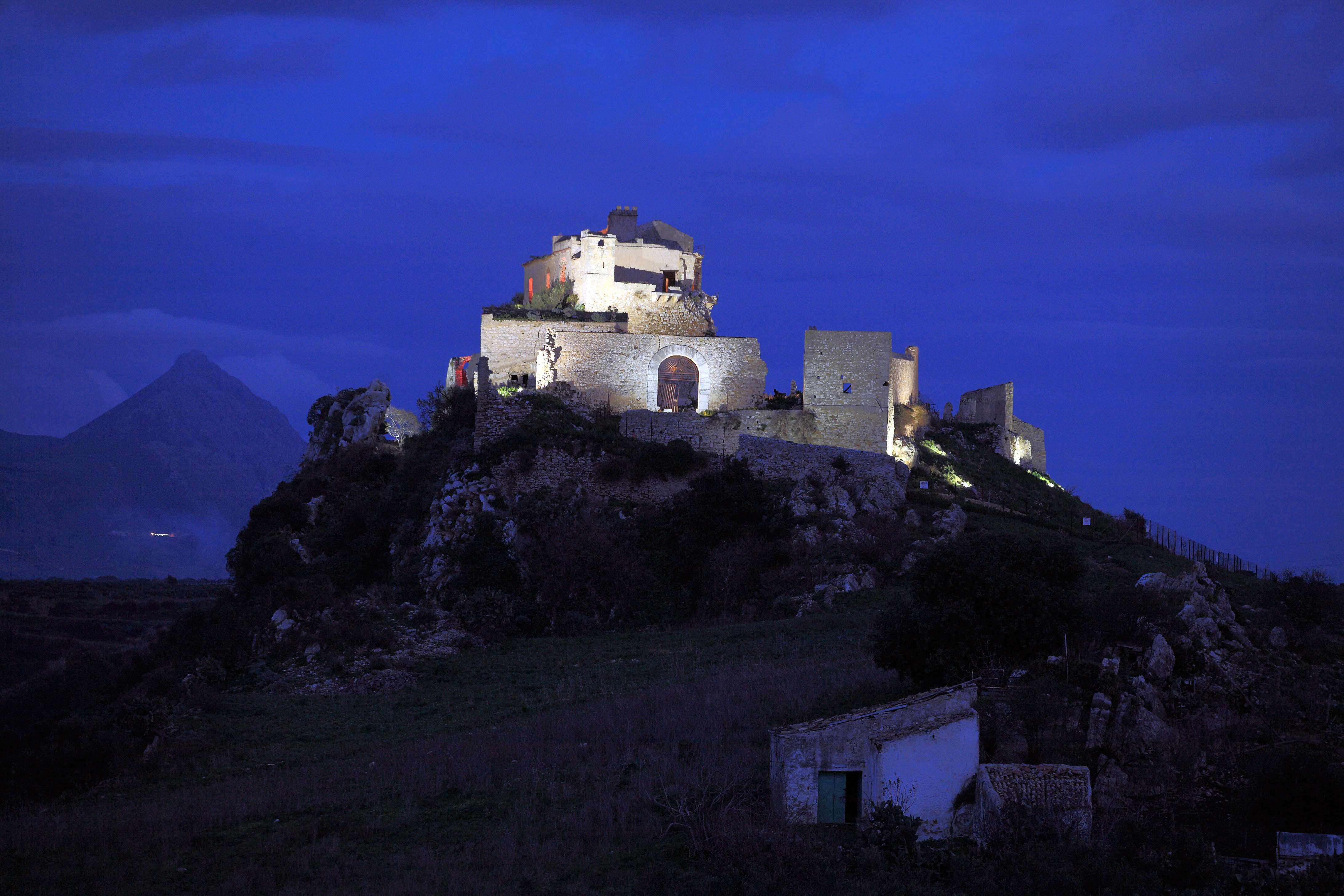
Il castello di Calatubo
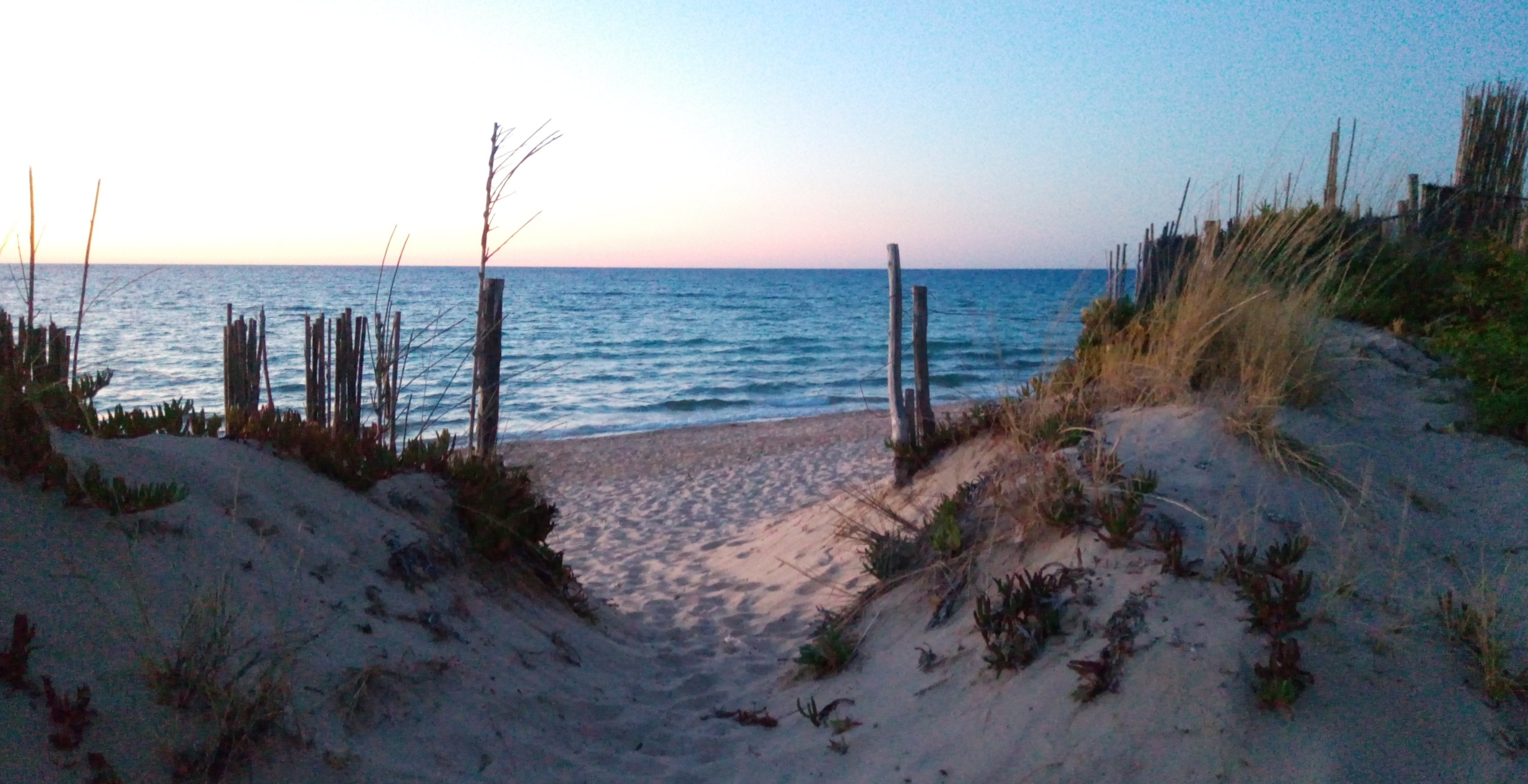
Dune sabbiose nei pressi del bosco "Le macchie" - zona Aleccia
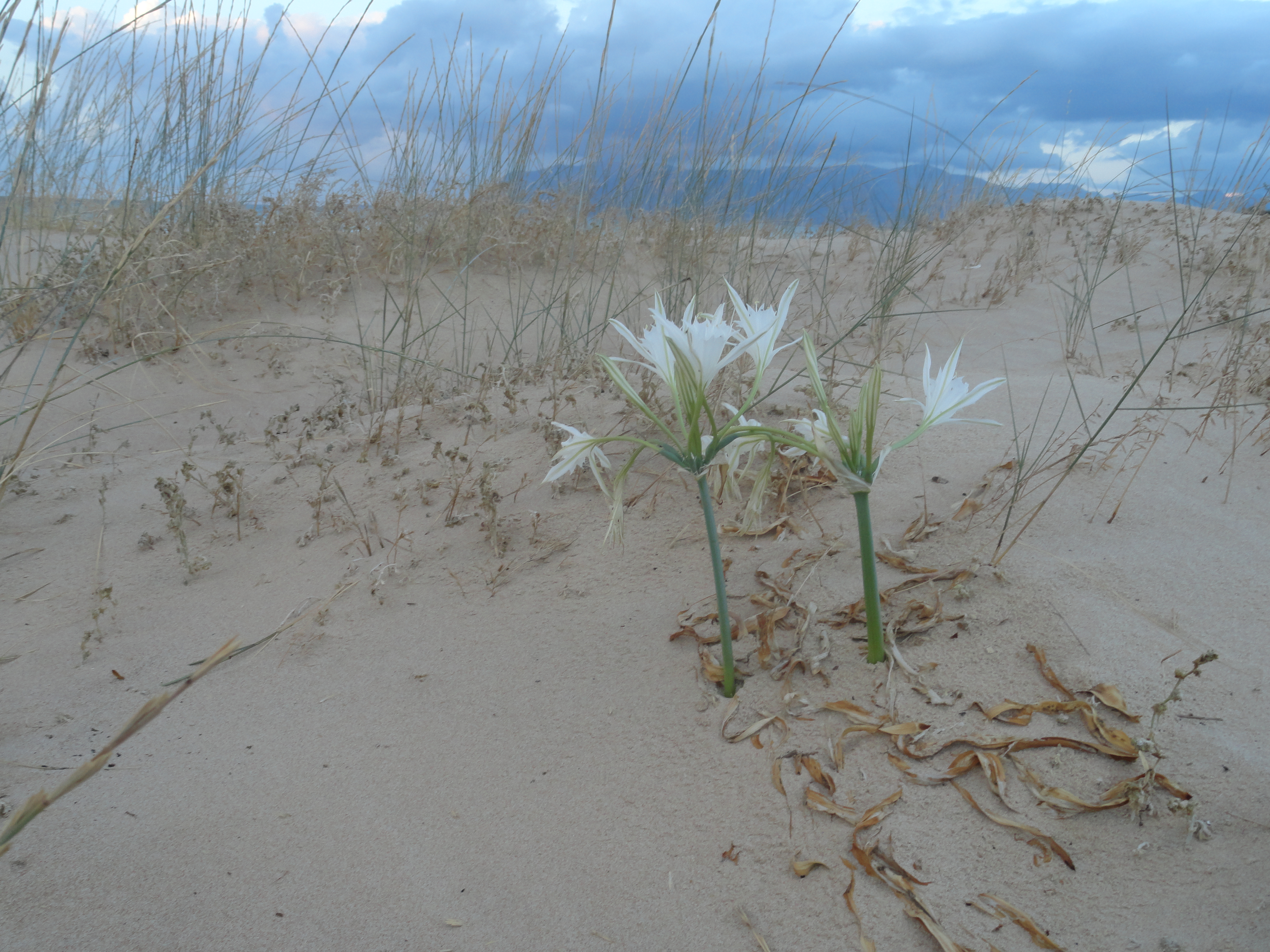
Gigli marini
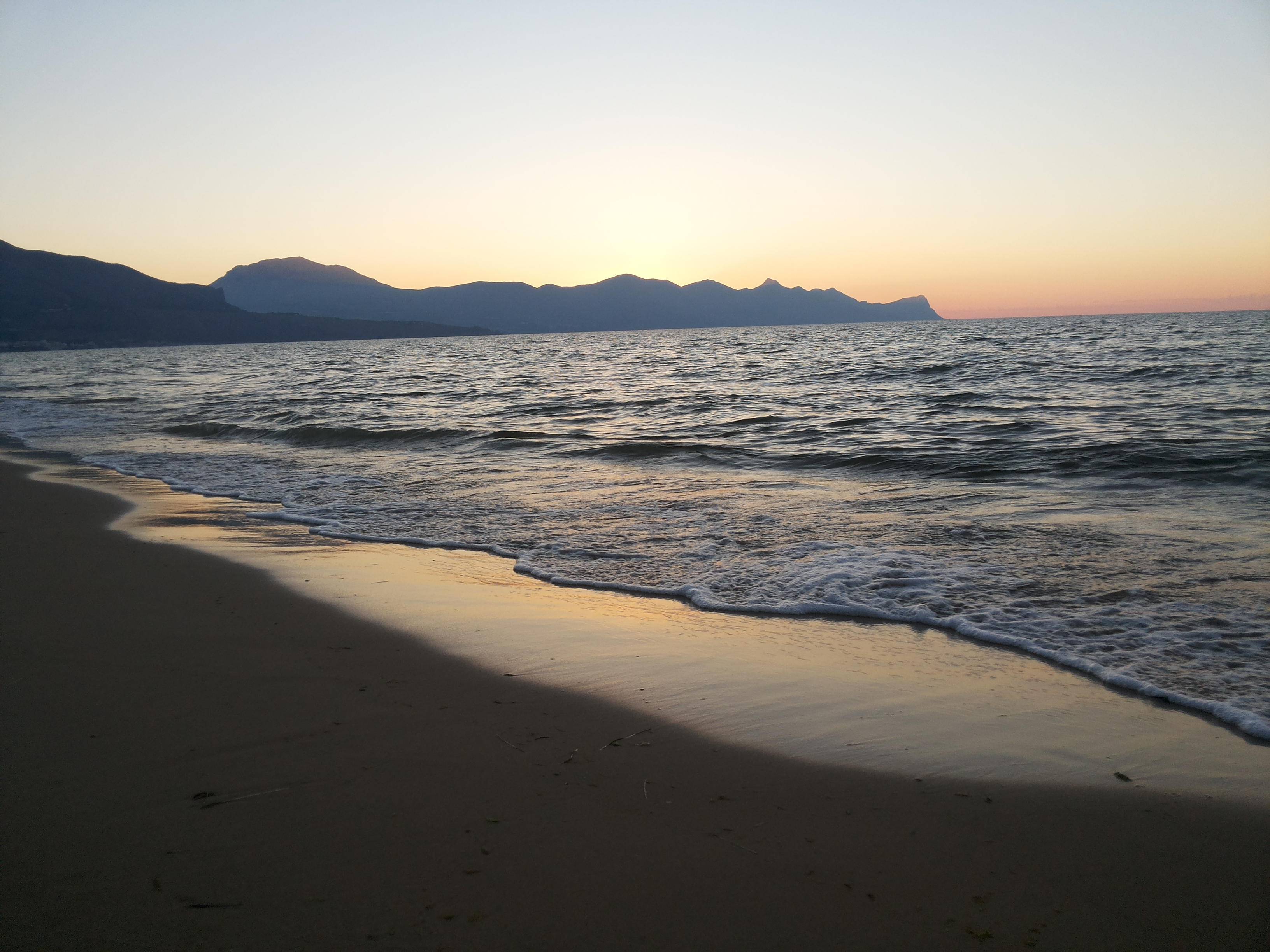
Tramonto in contrada Canalotto
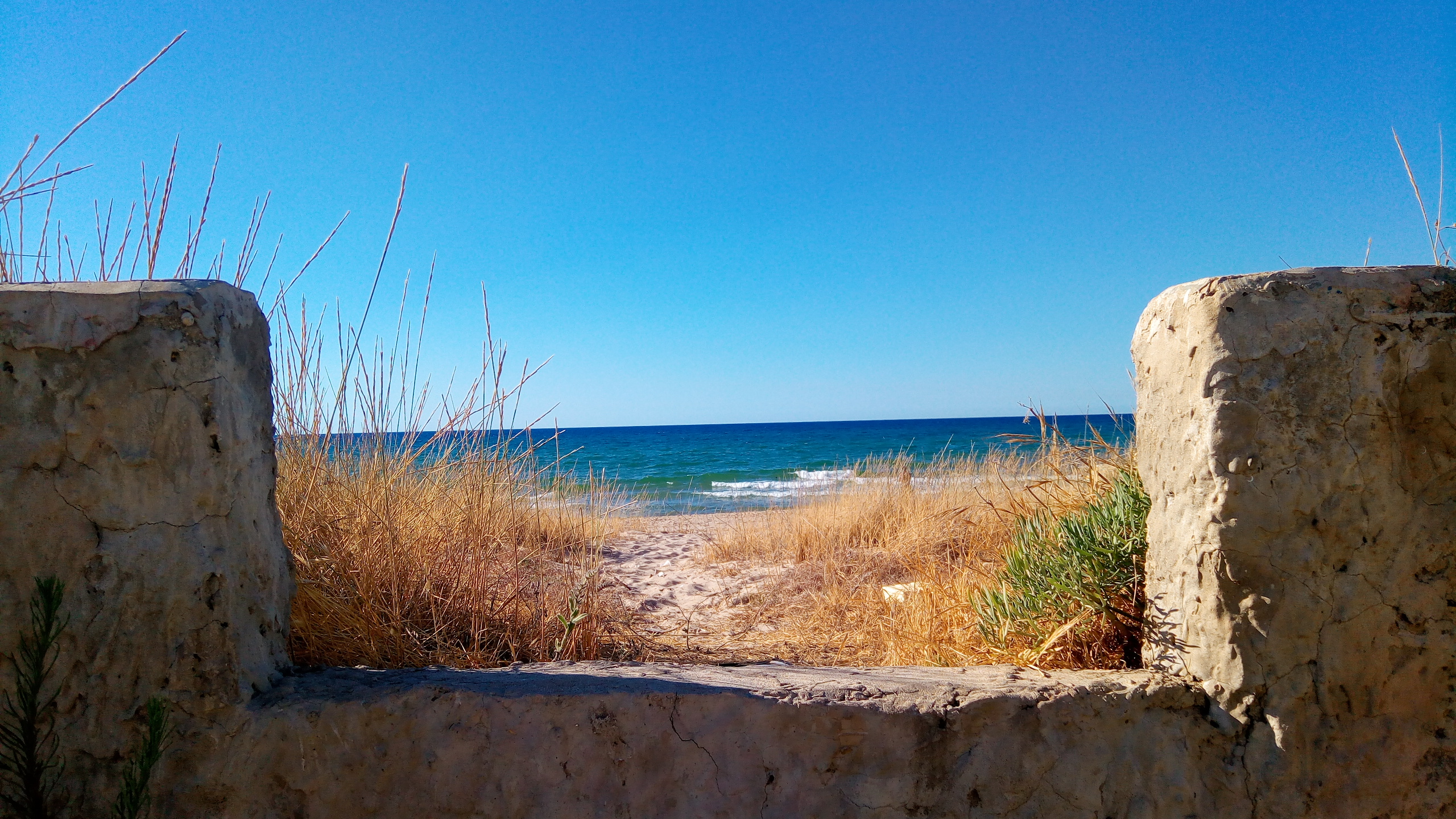
Tratto di spiaggia nella zona Battigia
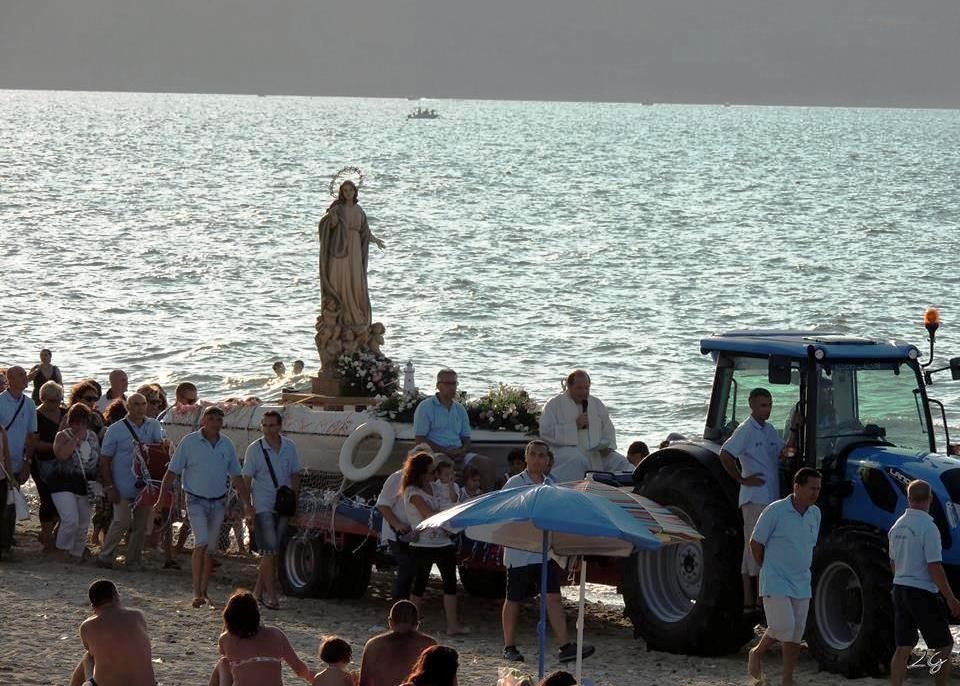
Processione di Maria SS. Assunta

## Monumenti e luoghi d'interesse

### Architetture religiose

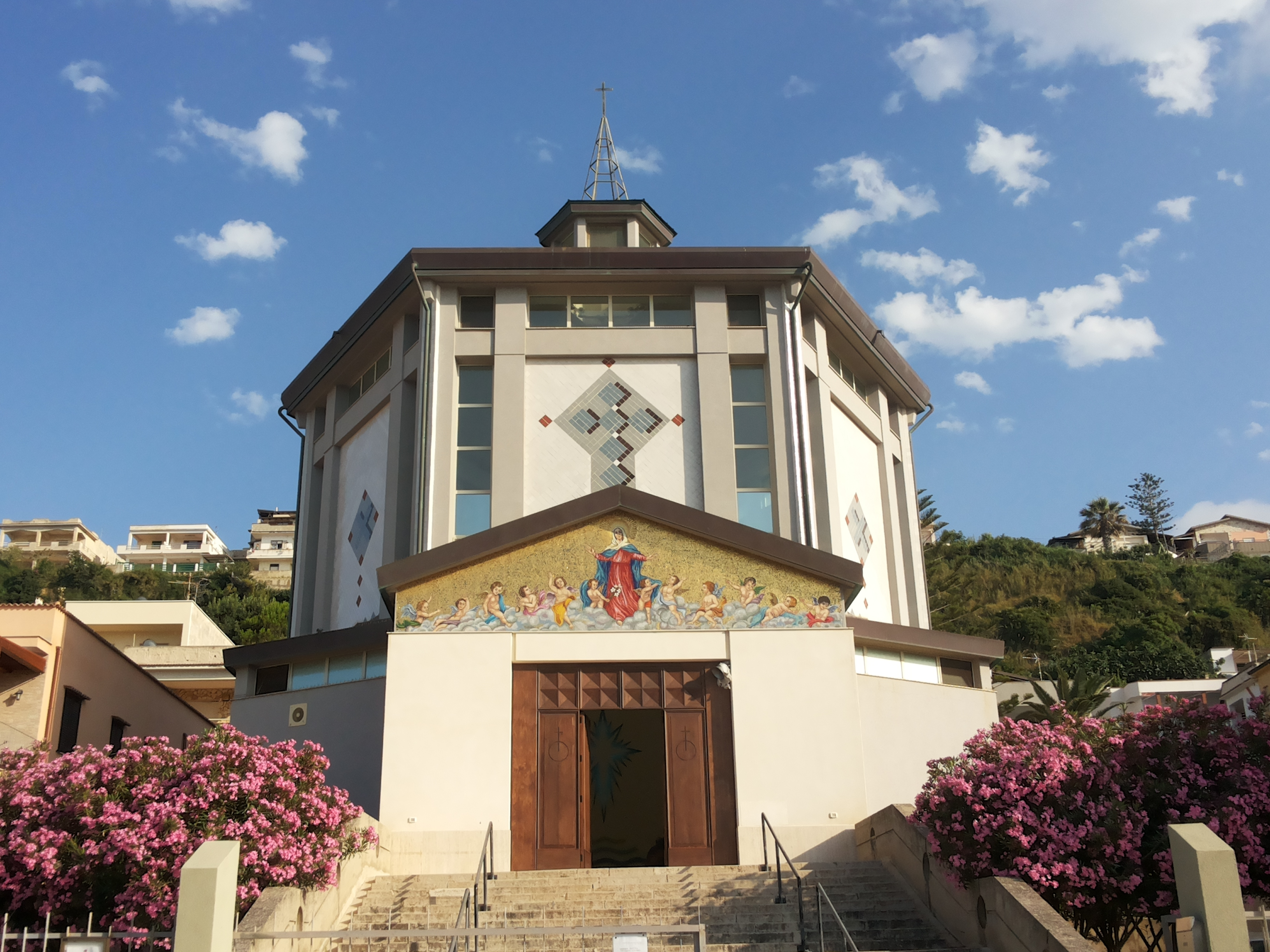
Chiesa "Stella Maris"

Ad Alcamo Marina sorge la chiesa di Santa Maria della Stella (detta anche "Stella Maris"), con un corpo centrale a pianta poliedrica, al quale si accede attraverso un portale sovrastato da un mosaico che raffigura Santa Maria della Stella.
Esiste tuttora un'antica chiesetta nei pressi della Tonnara in zona la Battigia. C'è anche la possibilità di assistere alla santa Messa nell'Oasi Maria Regina della Famiglia situata presso il Piazzale Canalotto.

### Siti archeologici

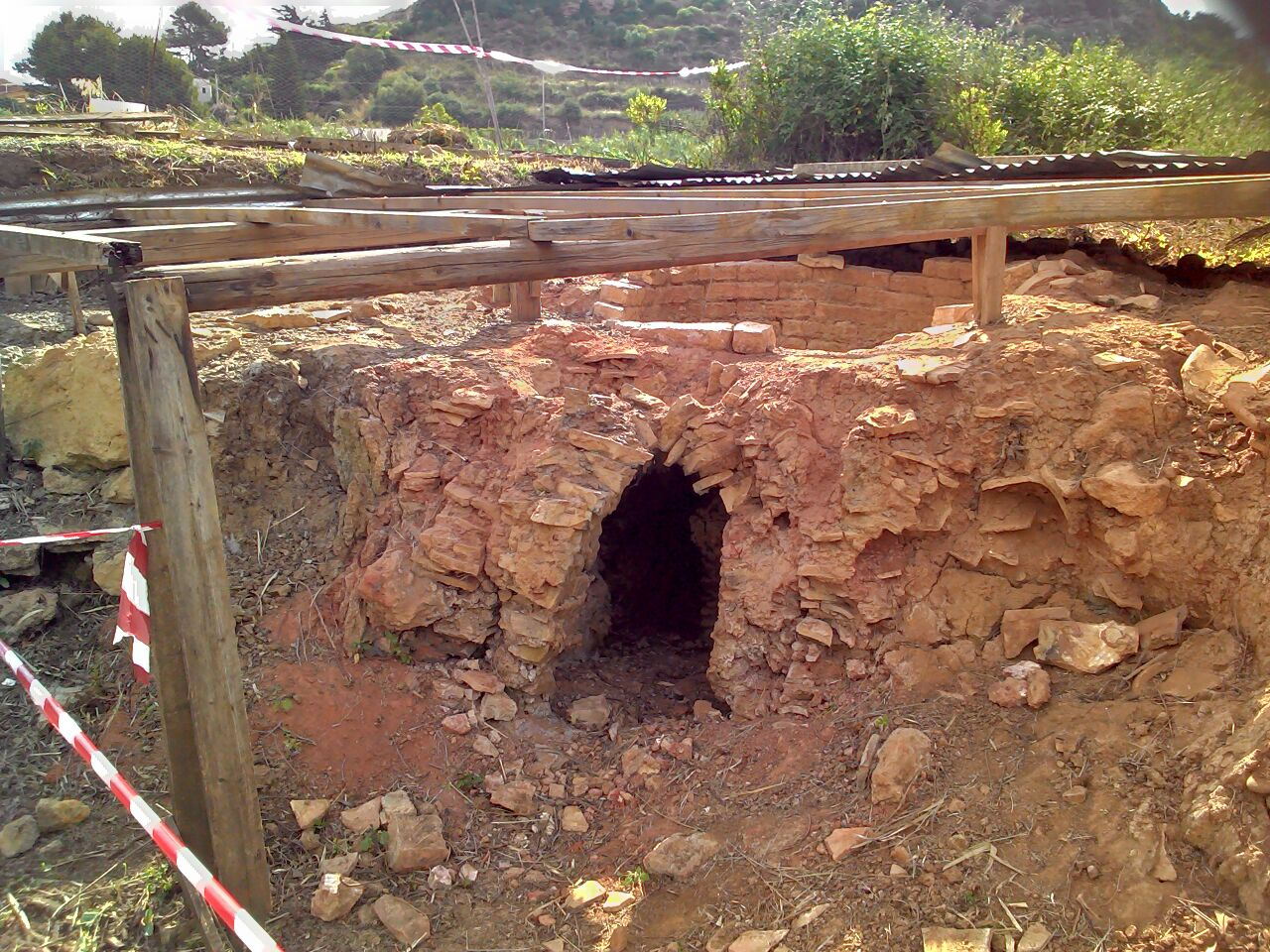
Resti delle antiche fornaci romane ritrovate nel territorio di Alcamo Marina.

Nei pressi della contrada Magazinazzi, in seguito a scavi condotti tra il 2003 e il 2005, sono stati ritrovati i resti di antiche fornaci romane utilizzate per la produzione di tegole e mattoni.

### Siti paleontologici
Il territorio di Alcamo Marina è ricco di conchiglie fossili risalenti al Pleistocene inferiore e appartenenti alla formazione geologica detta "Sintema di Marsala". Alcune specie presenti sono: Artica islandica, Chlamis multistriata e Ostrea.
A tale proposito, il 15 luglio 2014 è stato creato ad Alcamo Marina (zona Calatubo) un punto geologico e laboratorio paleontologico, denominato "Fossilandia".

### Aree naturali

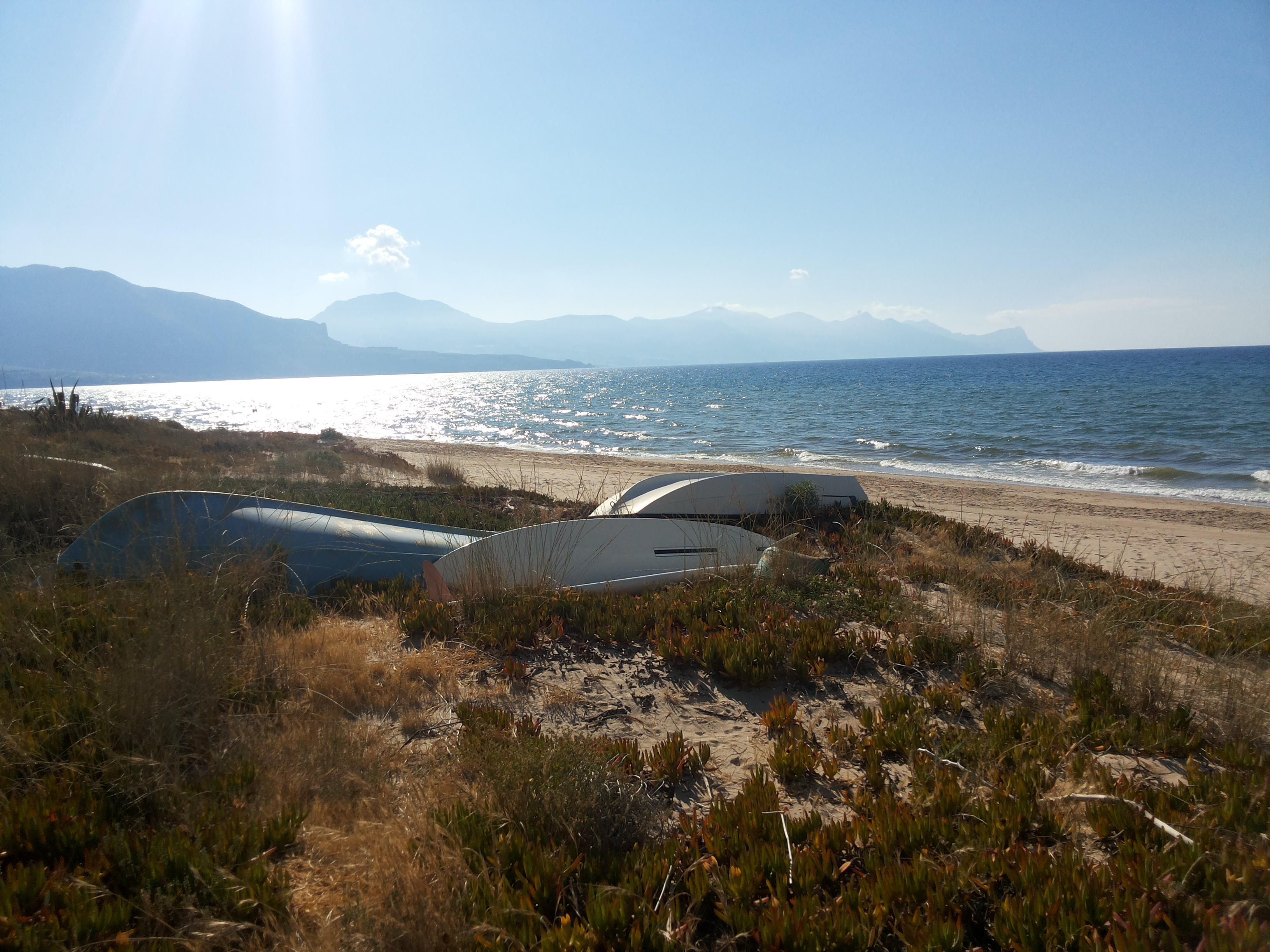
Una duna ad Alcamo Marina, ricca di vegetazione.

Di particolare importanza naturalistica sono le dune di Alcamo Marina, che sono il risultato dell'azione del vento sulla sabbia delle spiagge.
Sulle dune di Alcamo Marina crescono:
- il giglio marino, una pianta della famiglia delle Amaryllidaceae che fiorisce durante l'estate[1];
- il ravastrello, una pianta erbacea che cresce spontanea sui litorali sabbiosi di tutta Europa, grazie al trasporto dei suoi semi da parte del vento[19];
- Agropyrum junceum, i cui semi vengono anch'essi trasportati dal vento[19].

## Infrastrutture e trasporti

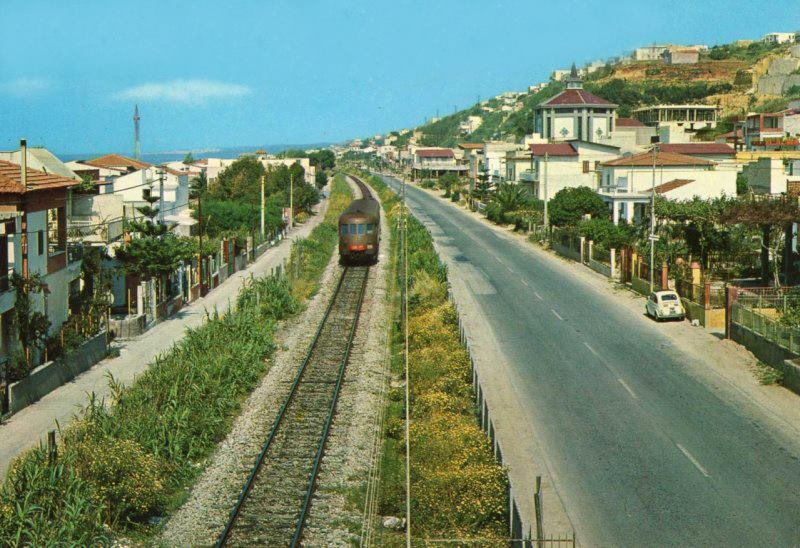
Vista della linea ferroviaria che attraversa Alcamo Marina (anni '70-'80).

### Strade
Alcamo Marina è servita dall'Autostrada A29 tramite l'uscita Alcamo Est e la strada statale 732 Bretella di Alcamo Est.

### Ferrovie
Alcamo Marina è servita dalla stazione di Castellammare del Golfo, sita nel territorio comunale di Alcamo, posta sulla linea Palermo-Trapani, che attraversa la località in prossimità della spiaggia in direzione est-ovest.